# Петар Алеут
Петар Алеут је православни светитељ у лику мученика из 19. века.

## Биографија
Рођен је на неком од острва архипелага Кодијак, који су били део руске Аљаске. Од почетка духовне мисије острва архипелага, од стране монаха манастира Валаам, тамошњи становници Алеути добровољно су прихвтали православно хришћанство и масовно су се крштавали. Претпоставља се да Чунагнак, по крштењу, Петар, био је један од духовних ученика светог Германа Аљаског.
Најјужније Руски насеље у Америци, основано је 1812. године од стране руско-америчке компаније (РАЦ) у пољопривредне сврхе Форт-Рос. Налази се на обали северне Калифорније, 80 км од Сан Франциска. 
1815. године у близини Форт-Рос група од 14 Алеута који су радили за компанију РАЦ под вођством једног од руског риболовца, због невремена својим кануима пристали су на обалама залива Сан Педро беј, где су ухапшени од стране шпанских војника. Тамо су мучени и приморавани да прихвате римокатоличку веру. Пошто је доследно одбијао да се одрекне православне вере убијен је.
Свети Петар Алеут је канонизован од Православне Цркве у Америци 1980. године, десет година након канонизације светог Германа Аљаског. Више храмова у Северној Америци подигнутих касније посвећено је њему.
Православна црква помиње га 24. септембра.